# 濱海韋斯頓
濱海韋斯頓（英語：Weston-super-Mare）是英格蘭薩默塞特郡的一個海濱城市，臨布里斯托海峽，位於布里斯托西南18英里（29）。據2011年人口普查，濱海韋斯頓有人口76,143人。